# Depoe Bay
Depoe Bay è una città degli Stati Uniti d'America situata nell'Oregon, nella Contea di Lincoln.